# تجمع غرقيد (حجر الصيعر)

تعديل مصدري - تعديل

تجمع غرقيد هي إحدى قرى عزلة حجر الصيعر بمديرية حجر الصيعر التابعة لمحافظة حضرموت، بلغ تعداد سكانها 114 نسمة حسب تعداد اليمن لعام 2004.